# Spikpiano

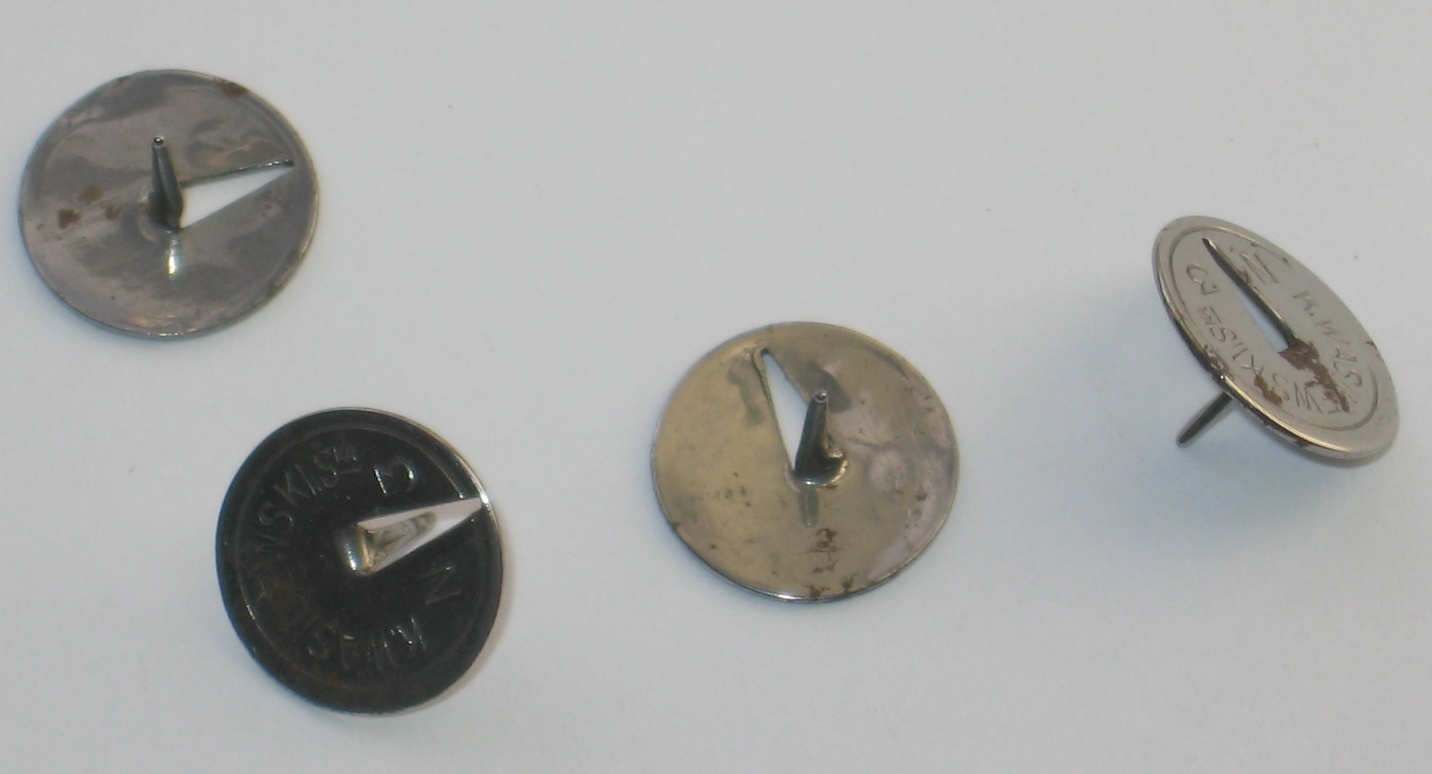
Häftstift som kan sättas på hamnarna för att ge ett hårdare ljud

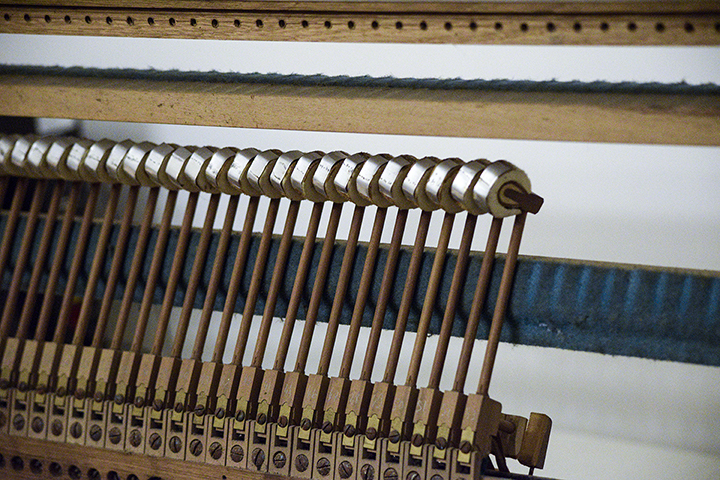
Hammare som försetts med en metallremsa.

Spikpiano, även honky-tonkpiano, är en typ av piano. Den har filtklädda hammare som preparerats med metallstift (eller helt bytts ut mot öglor av ståltråd). Instrumentet har ofta använts för ragtime-musik.
Spikpianon förekom ofta på salooner i USA på Vilda Västerns tid. Till den speciella vibrerande klangen hos spikpianot bidrar att man avsiktligt snedstämmer strängarna i samma kör. Detta innebär att en sträng blir renstämd, en parallellsträng en aning lågt, den tredje i en aning högt (samma teknik som i ett musettedragspel).
Det är detta instrument som hörs i signaturmelodin ("Ju mer vi é tillsammans", med Russ Conway) till Melodikrysset i Sveriges Radio P4.